# さとう (京都府)
株式会社さとうは、京都府福知山市に本社を置く企業。京都府・兵庫県・大阪府・福井県嶺南に総合スーパーや食品スーパーマーケット、ホームセンター、レストランなどを展開する。ニチリウグループおよび日本スーパーマーケット協会 (JSA) に加盟している。

## 概要
キャッチフレーズは「北近畿最大の流通サービス企業」。主な商圏は福知山市および舞鶴市を中心とした京都府北部、豊岡市などの兵庫県北部、福井県嶺南エリアの一部に及ぶ。近年ではこれらエリアでの出店余地が少なくなったため、出店エリアを南進する形で徐々に拡大。兵庫県では神戸市・姫路市など、大阪府では枚方市・高槻市などの北東部、京都府中南部では長岡京市・城陽市・綴喜郡などへも進出している。
主な業務内容は小売業（スーパーマーケット）だが、それ以外にも「ふじの実」や「花ふじ」などのレストランの経営、「STOCK館」などのホームセンターの運営や、旅行、宅配、保険の代行サービスなど、幅広い分野の事業展開も行っている。
独自のポイントカード「あいプラスカード」を発行しており、100円（税抜）で1ポイントが付加され、1ポイント＝1円でいつでもお買い物に利用できる。2009年には、クレジット機能が付いたクレジット専用カード「あいクレジットCARD」の発行も開始した（あいクレジットCARD単独の発行はできず、ポイント専用あいプラスカードに入会する必要がある）。ただし、あいクレジットCARDにはあいポイントを貯める機能がないため、クレジット決済の時でもあいプラスカードとの併用となる。
2008年（平成20年）5月13日より、北近畿に本社がある企業としては初めて、電子マネーEdy・クレジット決済サービスiDでの決済に対応した共用決済端末 (INFOX) が全70店舗に導入された。また2021年9月29日より、全店でバーコード決済の利用を開始し、現在はクレジットカード、電子マネー、バーコード決済が利用できる。
「バザールタウン」や「フレッシュバザール」の一部店舗では、セルフレジを設置している。

## 沿革
前身 - 株式会社設立
- 1666年（寛文6年）- 「佐藤呉服店」（株式会社さとうの前身）創業

株式会社設立 - 現在
- 1950年（昭和25年） - 「株式会社さとう」設立
- 1961年（昭和39年） - 「さとう綾部店」開店
- 1967年（昭和42年） - 「さとう豊岡店」開店
- 1971年（昭和46年） - 「福知山ショッピングプラザ」開店
- 1974年（昭和49年） - 日本流通産業株式会社「ニチリウ」設立に参加
「さとう宮津店」開店
- 1977年（昭和52年） - 「舞鶴ショッピングプラザ」開店（旧「さとう西舞鶴駅前店」）
- 1980年（昭和55年） - 「福知山配送センター」開設
「豊岡ショッピングプラザ」開店（1997年に豊岡駅前再開発ビル「アイティ」（中核店舗として）に移転し閉鎖）
「株式会社 トヨダと資本提携
- 1983年（昭和58年） - 「フレッシュさとう」の1号店である前田店（福知山市）開店
- 1985年（昭和60年） - 大型ショッピングセンター「綾部アスパ」（綾部市）開店（現在の「バザールタウン綾部アスパ」）
- 1986年（昭和61年） -「あいカード」運用開始
- 1988年（昭和63年） - 「TSUTAYA豊岡店」開店（旧「TSUTAYA豊岡アルコム店」)
- 1989年（平成元年） - 初のホームセンター「STOCK福知山店」を開店（現在の「バザールタウン福知山」）
初の単独レストラン「ふじの実 西脇店」開店
大阪事務所を開設
- 1993年（平成5年） - ショッピングセンター「NEWS丹南」開店（現在の「バザールタウン篠山NEWS館」）
- 1995年（平成7年） - ホームセンター「STOCK」豊岡店開店（現在の「バザールタウン豊岡メガ・ストック館」）
- 1996年（平成8年） - 「フレッシュさとう篠尾新町店」を増床し、「スーパーフレッシュさとう」1号店として開店（現在の「フレッシュバザール福知山篠尾新町店」）
氷上店（ゆめタウン）を開店
- 1997年（平成9年） - 「さとう宮津店（ミップル）」（宮津市）開店
「さとう豊岡店（アイティ）」（豊岡市）開店
- 2000年（平成12年） - 「バザールタウン舞鶴」開店
- 2001年（平成13年） - 物流拠点「福知山総合物流センター」開設
- 2003年（平成15年） - 「バザールタウン西脇」開店
- 2006年（平成18年） - 「フレッシュバザール小浜店」開店
- 2009年（平成21年） - 「バザールタウン福知山」開店
クレジット専用カード「あいクレジットCARD」発行開始
宅配スーパー「バザールネット」開設
- 2011年（平成23年） - 大型食品スーパー「バザールタウン豊岡メガ・フレッシュ館」開店
- 2015年（平成27年） - 「さとうグループ福知山第2センター」運用開始
- 2017年（平成29年） - さとうグループ従業員総合研修センター「さとうエクスパートセンター」開設
「さとうグループ神戸総合物流センター」（神戸市北区）開設
- 2018年（平成30年） -「さとうグループ本部」 を福知山市東野町に開設（同社、さとうフレッシュフロンティア、藤屋、フレッシュクリエイターの本部を統合）[3]。
- 2021年（令和3年） - 「フレッシュバザール小浜店」新装開店

## 店舗

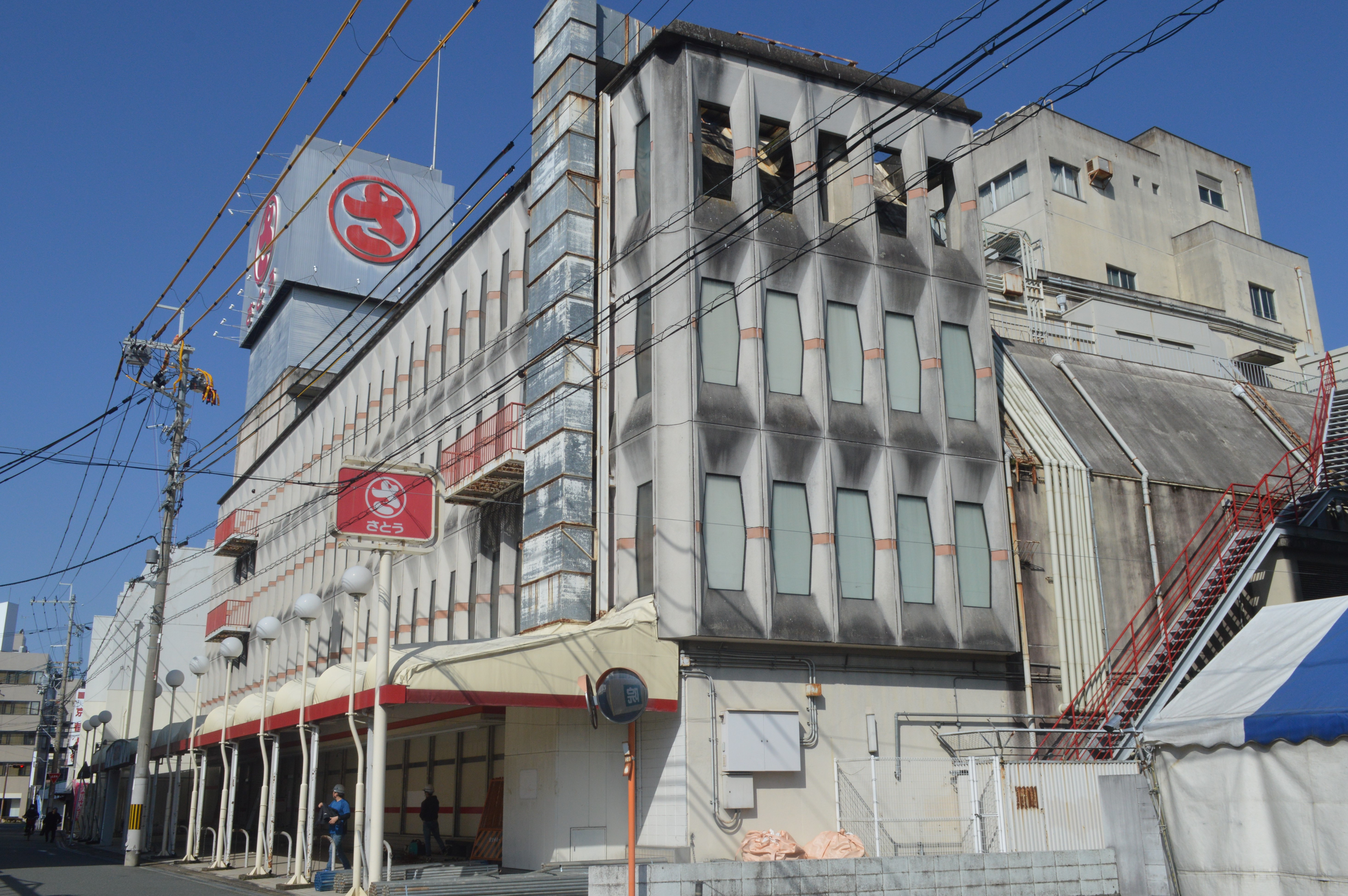
さとう福知山駅前店（2019年閉店）

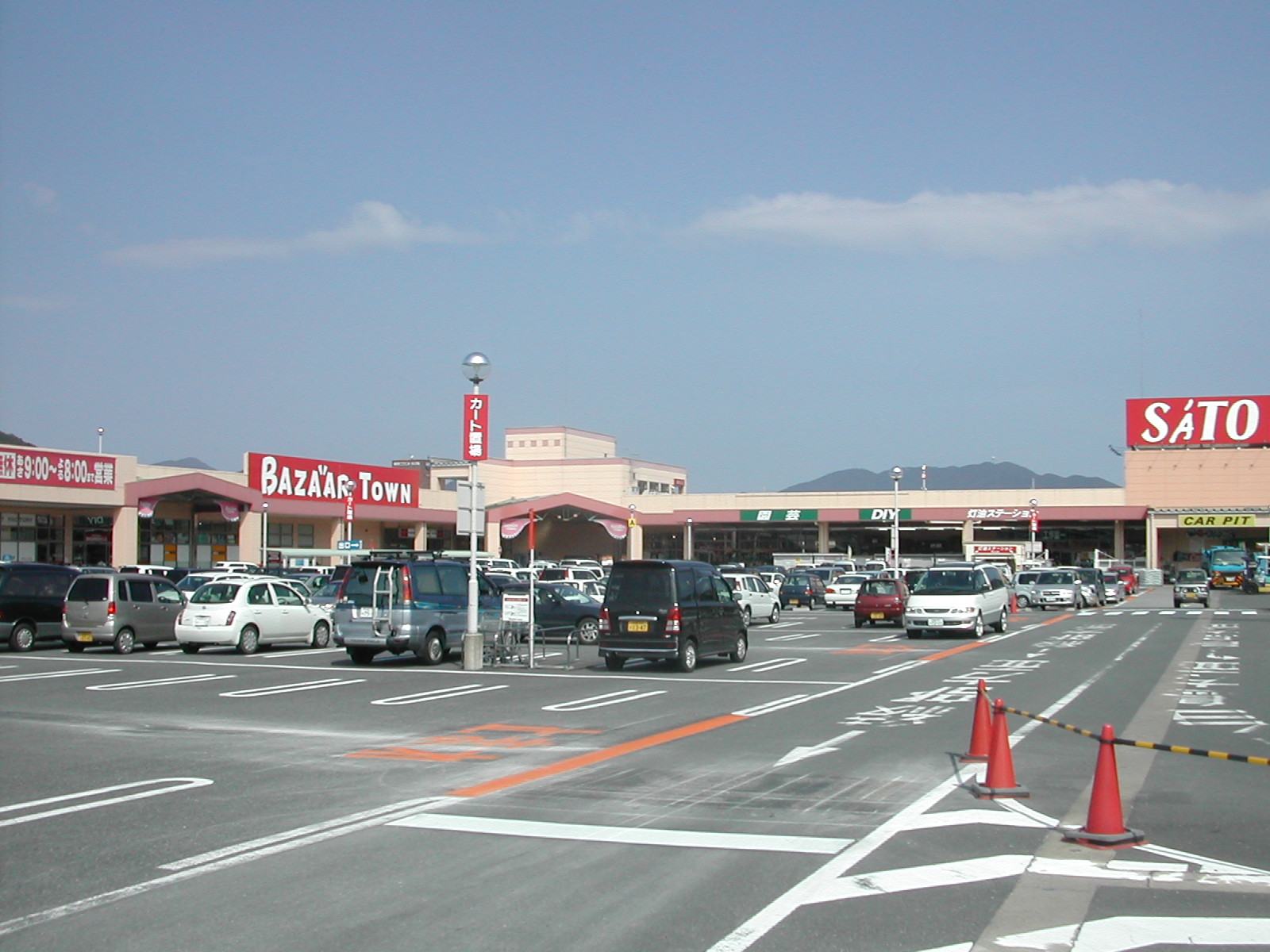
さとうバザールタウン舞鶴

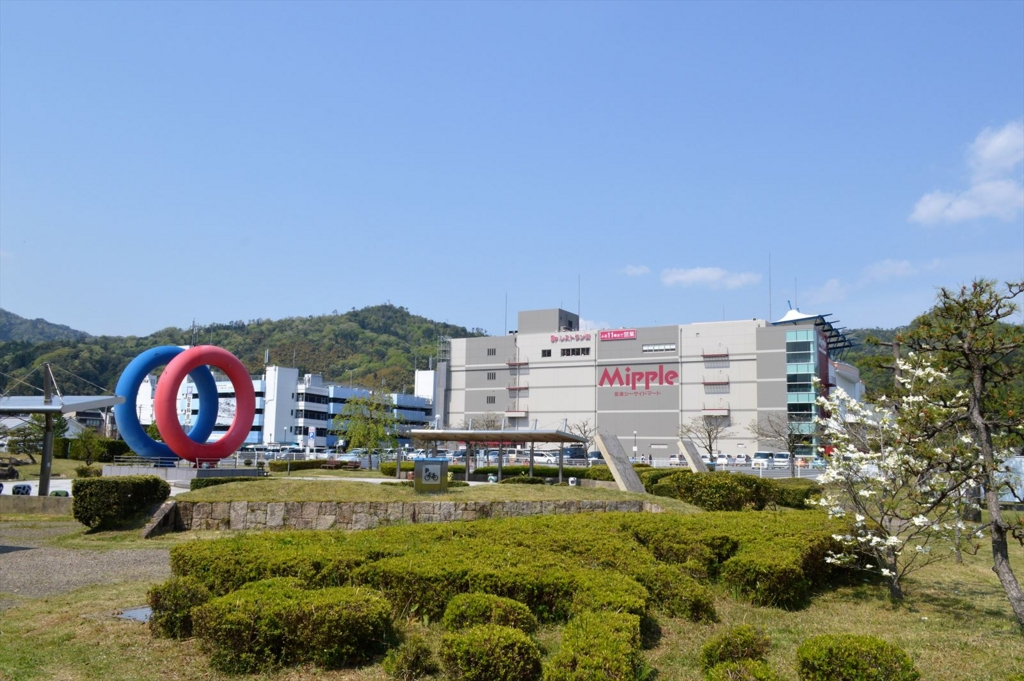
宮津シーサイドマートミップル（さとう宮津店）

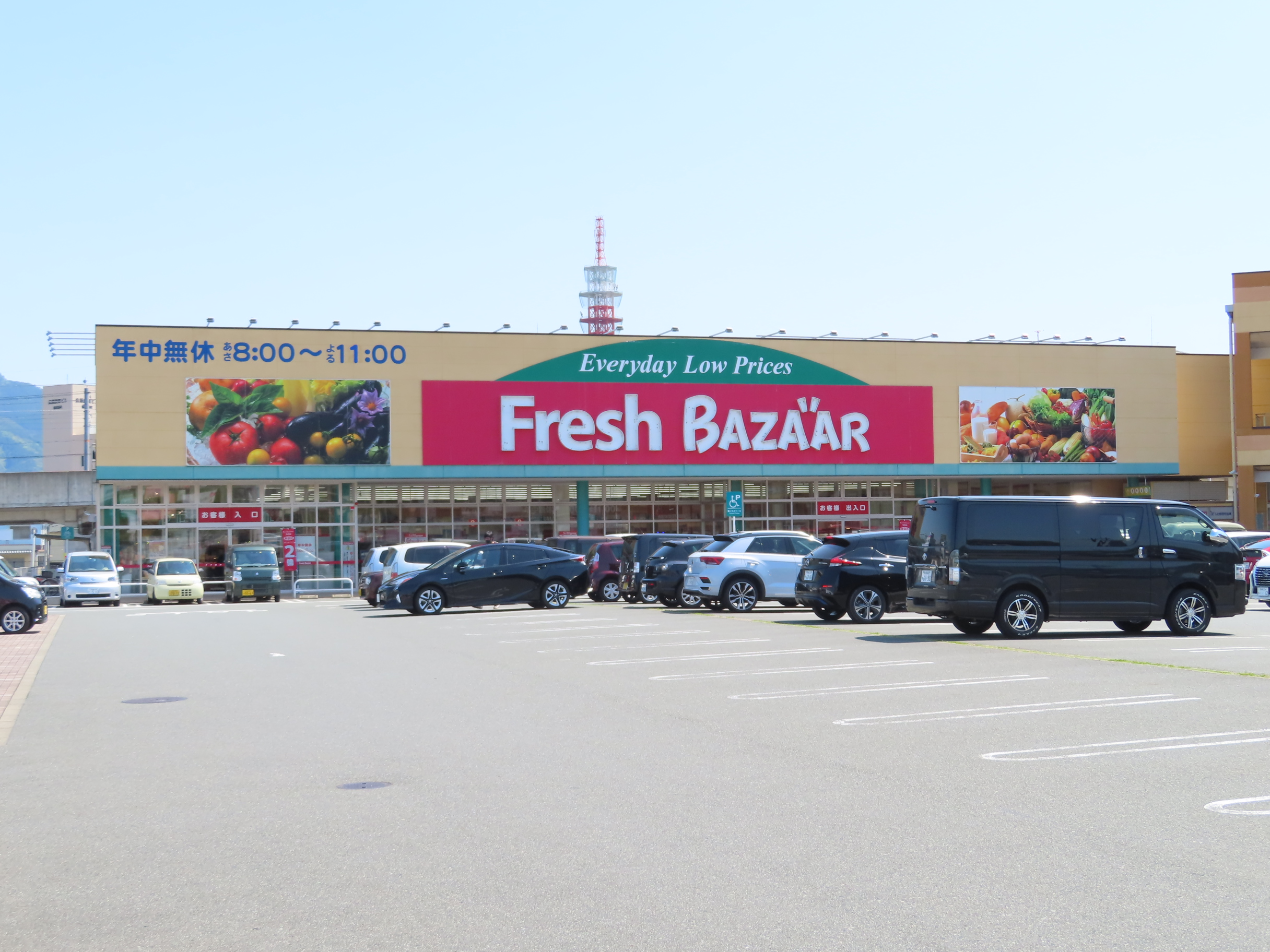
フレッシュバザールフレスポ福知山店

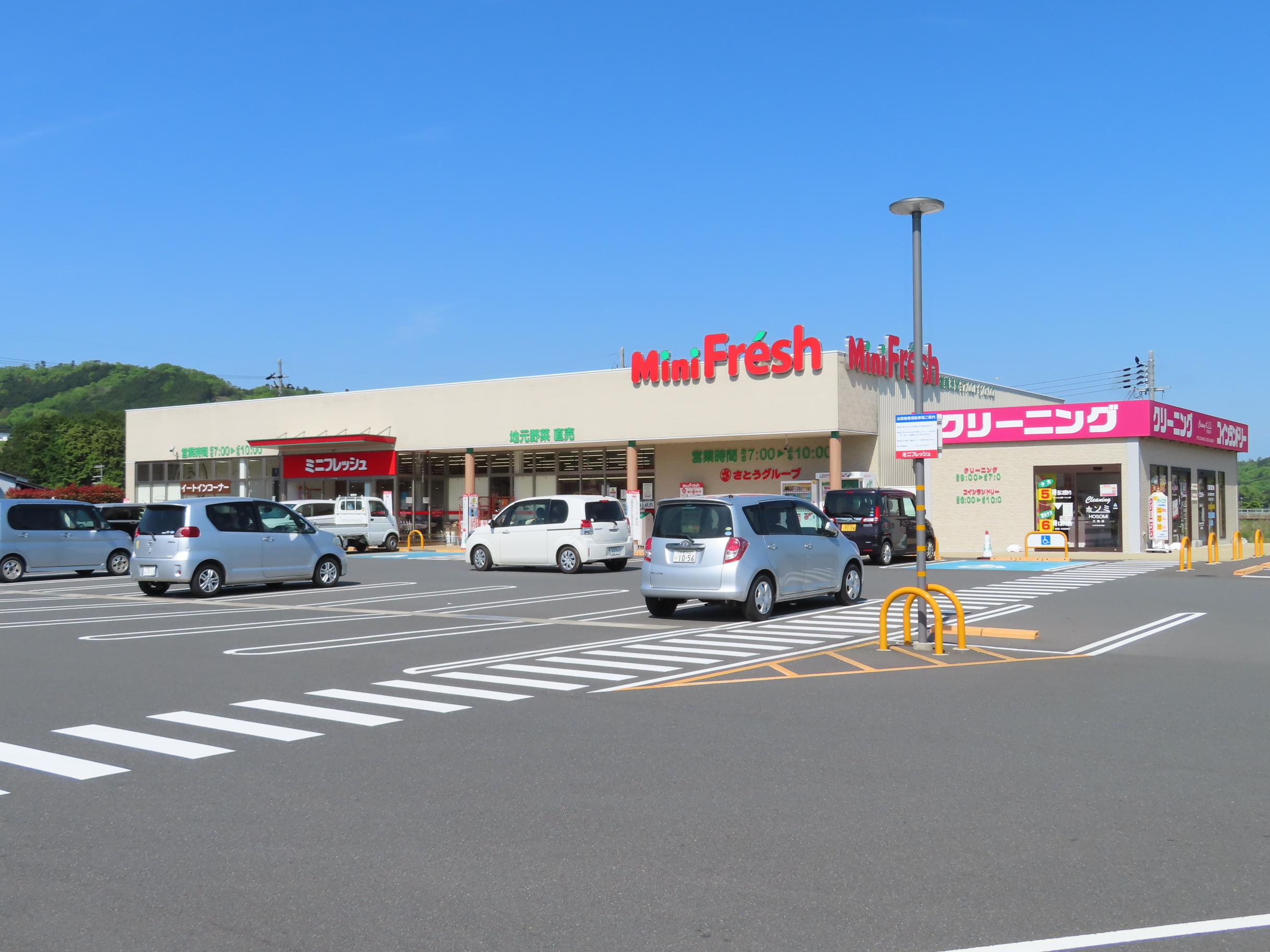
ミニフレッシュ三和店

### 総合スーパー・食品スーパーマーケット
現行の店舗についての詳細は、「店舗のご案内」を参照
京都府
- バザールタウン福知山（福知山市）
  - ガーデンプラザ
- フレッシュバザール福知山篠尾新町店（福知山市）
- フレッシュバザールフレスポ福知山店（福知山市） -  フレスポ福知山内
- フレッシュバザール福知山東野パーク店（福知山市）
- フレッシュバザール福知山お城通り店（福知山市）
- フレッシュ・メゾン福知山和久市店（福知山市）
- ミニフレッシュ夜久野店（福知山市）
- ミニフレッシュ三和店（福知山市）
- ミニフレッシュ大江店（福知山市）
- バザールタウン綾部アスパ（綾部市） - アスパ（複合商業施設）内
- フレッシュバザール綾部幸通り店（綾部市）
- バザールタウン舞鶴（舞鶴市）
- フレッシュバザール舞鶴浮島店（舞鶴市）
- フレッシュバザール舞鶴京田店（舞鶴市）
- フレッシュバザール舞鶴上安パーク店（舞鶴市）
- さとう宮津店（宮津市） - ミップル（複合商業施設）内
- フレッシュバザール与謝野石川店（与謝郡与謝野町）
- フレッシュバザール野田川店（与謝郡与謝野町）
- フレッシュバザール京丹後弥栄店（京丹後市）
- フレッシュバザール網野店（京丹後市）
- フレッシュバザール峰山パーク店（京丹後市）
- フレッシュバザール園部店（南丹市）
- フレッシュバザール亀岡大井店（亀岡市）
- フレッシュバザール亀岡千代川店（亀岡市）
- フレッシュバザール長岡京店（長岡京市）
- フレッシュバザール城陽寺田店（城陽市）
- フレッシュバザール井手店（綴喜郡井手町） - イデフル内

兵庫県
- さとう豊岡店（豊岡市） - アイティ内
- フレッシュバザール豊岡九日市店（豊岡市）
- バザールタウン豊岡メガ・フレッシュ館（豊岡市）
- ミニフレッシュ豊岡下陰店（豊岡市）
- フレッシュバザール豊岡江本店（豊岡市）
- フレッシュバザール豊岡正法寺パーク店（豊岡市）
- ミニフレッシュ竹野店（豊岡市）
- ミニフレッシュ城崎店（豊岡市）
- フレッシュバザール日高パーク店（豊岡市）
- フレッシュバザール出石店（豊岡市）
- ミニフレッシュ但東店（豊岡市）
- フレッシュバザール香住パーク店（美方郡香美町）
- フレッシュバザール浜坂店（美方郡新温泉町）
- フレッシュバザール八鹿店（養父市）
- ミニフレッシュ大屋店（養父市）
- ミニフレッシュ関宮店（養父市）
- フレッシュバザール和田山玉置店（朝来市）
- ミニフレッシュ和田山宮田店（朝来市）
- ミニフレッシュ山東店（朝来市）
- ミニフレッシュ生野店（朝来市）
- フレッシュバザール朝来アルバ店（朝来市）
- フレッシュバザール中店（多可郡多可町）
- フレッシュバザール柏原パーク店（丹波市）
- フレッシュバザール氷上インター店（丹波市）
- フレッシュバザール氷上町店（丹波市）
- フレッシュバザール春日店（丹波市）
- フレッシュバザール山南店（丹波市）
- フレッシュバザール青垣店（丹波市）
- フレッシュバザール市島店(丹波市)
- バザールタウン篠山NEWS館（丹波篠山市）
- フレッシュバザール篠山店（丹波篠山市）
- バザールタウン西脇（西脇市）
- フレッシュバザール西脇野村店（西脇市）
- フレッシュバザール小野王子店（小野市）
- フレッシュバザール小野黒川店（小野市）
- フレッシュバザール三木志染店（三木市）
- フレッシュバザール三木平田店（三木市）
- フレッシュバザール三木吉川店（三木市）
- フレッシュバザール加西店（加西市）
- フレッシュバザール加東上中店（加東市）
- フレッシュバザール福崎店（神崎郡福崎町）
- フレッシュバザール夢前町店（姫路市）
- フレッシュバザール香寺店（姫路市）
- フレッシュバザール姫路花田店（姫路市）
- フレッシュバザール神戸ビエラ明舞店（神戸市垂水区）- ビエラ明舞内

大阪府
- フレッシュバザール枚方山田池店（枚方市）
- フレッシュバザール枚方松丘店（枚方市）
- フレッシュバザール高槻辻子店（高槻市）
- フレッシュバザール グランドセンター千里丘店（吹田市）
- フレッシュバザール寝屋川公園駅前店（寝屋川市）
- フレッシュバザール交野星田パーク店（交野市）[4]
- フレッシュバザール枚方藤阪駅前店（枚方市）

福井県
- フレッシュバザール小浜店（小浜市）

上記店舗には、子会社の株式会社さとうフレッシュフロンティア（旧・株式会社トヨダ）による運営のフレッシュバザールやミニフレッシュ、フレッシュ・メゾンの23店舗も含まれる。

### ホームセンター
- バザールタウン綾部STOCK館（京都府綾部市）
- バザールタウン豊岡MEGA STOCK館（兵庫県豊岡市）

2010年にSTOCK豊岡店の改装と同時にMEGA STOCK豊岡店に名称変更
2011年にMEGAFresh館開店に伴い、現名称となる。
- バザールタウン篠山STOCK館（兵庫県丹波篠山市）

### レストラン
- ふじの実福知山店（京都府福知山市）
- ふじの実豊岡店（兵庫県豊岡市）
- ふじの実東舞鶴店（京都府舞鶴市）
- 山海屋（宮津市）

### 閉店した店舗
- さとう福知山ファミリー店（京都府福知山市）

イズミヤ福知山店跡に出店→さとう福知山駅前店に移転
- フレッシュさとう羽合店（京都府福知山市）

フレッシュバザールフレスポ福知山店の開店に伴い閉店
- フレッシュさとう堀店（京都府福知山市）

バザールタウン福知山の開店に伴い閉店
- ファッションアイランドさとう前田店（京都府福知山市）

その後バザールマート前田店となった後、当店も閉店
- STOCK福知山店（京都府福知山市）

跡地にバザールタウン福知山開店
- フレッシュさとう前田店（京都府福知山市）

フレッシュバザール福知山東野パーク店の開店に伴い閉店
- L&R(京都府福知山市にあった衣類専門店)

後に「ローザプラス」に改称
- ラ・フォンテ（京都府福知山市にあった衣類専門店）
- フレッシュさとう峰山店（京都府京丹後市）

フレッシュバザール峰山パーク店の開店に伴い閉店
- フレッシュさとう広小路店（京都府福知山市）
- ヒット・スポット福知山店: フレスポ福知山内
- さとう日高店（兵庫県豊岡市）
- フレッシュさとう社店（兵庫県加東市）
- ふじの実西脇店（兵庫県西脇市）
- さとう氷上店（兵庫県丹波市）：ゆめタウン丹波内で衣類売場のみ（食品売場なし）　2018年8月20日閉店
- さとう西舞鶴駅前店（京都府舞鶴市）2019年1月27日閉店
- さとう福知山駅前店（京都府福知山市）2019年11月14日閉店
- フレッシュバザール姫路飾磨店（兵庫県姫路市）2023年3月5日閉店
- ミニフレッシュ香住店（美方郡香美町）2023年12月10日閉店